# Buvce
Buvce (en serbe cyrillique : Бувце) est un village de Serbie situé dans la municipalité de Lebane, district de Jablanica. Au recensement de 2011, il comptait 70 habitants.

## Démographie
| 1948 | 1953 | 1961 | 1971 | 1981 | 1991 | 2002 | 2011 |
| ---- | ---- | ---- | ---- | ---- | ---- | ---- | ---- |
| 539  | 571  | 508  | 343  | 247  | 158  | 109  | 70   |

|  |